# Prince-Désir Gouano
Prince-Désir Gouano (Parigi, 24 dicembre 1993) è un ex calciatore francese, di ruolo difensore.

## Carriera

### Giovanili
Inizia la carriera nella squadra riserve del Le Havre, con cui nella stagione 2010-2011 gioca anche cinque partite in prima squadra in Ligue 2, la seconda serie francese, ed una partita nella Coppa di Lega francese.
Nell'estate 2011 viene acquistato dalla Juventus, con cui gioca principalmente nella squadra Primavera, con cui vince il Torneo di Viareggio 2012. Nell'estate 2012 passa in prestito alla Virtus Lanciano, con cui disputa una partita in Serie B; a gennaio 2013 il prestito viene interrotto, e pochi giorni più tardi passa al Vicenza, ancora in Serie B, dove non viene mai fatto scendere in campo in partite ufficiali con la prima squadra biancorossa, che a fine anno retrocede in Lega Pro Prima Divisione.

### Atalanta e prestiti
Il 2 settembre 2013 viene ceduto in comproprietà all'Atalanta insieme a Edoardo Ceria; il giorno stesso viene ceduto in prestito al RKC Waalwijk, con cui nella stagione 2013-2014 esordisce in Eredivisie, la massima serie olandese. Chiude la stagione con 20 presenze, 24 se si includono i play-out, al termine dei quali l'RKC retrocede in Eerste Divisie, la seconda serie olandese. Il 20 giugno 2014 l'Atalanta acquista dalla Juventus anche la seconda metà del suo cartellino.
Nel luglio 2014 passa in prestito al Rio Ave, squadra della massima serie portoghese. Fa il suo esordio con la nuova maglia il 31 luglio 2014 giocando da titolare sul campo degli svedesi del Göteborg nella partita d'andata del terzo turno preliminare di Europa League vinto per 1-0 dal club portoghese; nell'occasione fa inoltre il suo esordio in carriera nelle competizioni europee per club. Gioca da titolare anche la partita di ritorno, terminata 0-0, al termine della quale la sua squadra si qualifica al turno successivo. Gioca da titolare anche la Supercoppa di Portogallo, che il Rio Ave perde ai rigori dopo lo 0-0 al termine dei tempi supplementari contro il Benfica. Il 17 agosto 2014 gioca da titolare nella prima giornata del campionato portoghese (partita vinta per 2-0 dal Rio Ave contro il Vitoria Setubal) facendo così il suo esordio in questa competizione. Mantiene il posto da titolare anche nel playoff di Europa League, disputando per intero la partita persa per 2-1 sul campo dell'Elfsborg il 21 agosto 2014 e la partita di ritorno vinta 1-0 la settimana successiva, al termine della quale il Rio Ave ottiene la qualificazione per la fase a gironi della competizione. Nel mese di ottobre salta due gare a causa di un infortunio rimediato nella seconda gara della fase a gironi di Europa League; torna in campo il 23 ottobre nella partita persa per 2-1 sul campo della Steaua Bucarest, valida per la terza giornata del girone. Al termine della fase a gironi il Rio Ave viene eliminato dalla competizione, nella quale Gouano totalizza 8 presenze senza mai segnare. Nel corso dell stagione gioca inoltre stabilmente da titolare in campionato (27 presenze), in Coppa di Lega (2 presenze) ed in Coppa del Portogallo (2 presenze), competizione nella quale la sua squadra viene eliminata in semifinale dallo Sporting Braga. Complessivamente chiude quindi la stagione con 40 presenze senza reti.
Il 7 agosto 2015 viene ceduto in prestito dall'Atalanta per la terza stagione consecutiva; passa al Bolton, squadra con cui nella stagione 2015-2016 disputa la seconda serie inglese; il giorno seguente fa il suo esordio con la maglia del Bolton, giocando da titolare la partita di campionato pareggiata per 0-0 in casa contro il Derby County. Il 31 gennaio 2016 dopo 19 presenze in campionato con il Bolton il prestito viene interrotto e Gouano viene ceduto (sempre in prestito) al Gaziantepspor, squadra della massima serie turca, con cui nella parte finale della stagione gioca altre 12 partite di campionato, competizione nella quale la sua squadra si piazza a metà classifica. Nell'agosto del 2016 l'Atalanta lo cede nuovamente in prestito, questa volta al Vitória Guimarães, facendolo così tornare dopo due anni nella massima serie portoghese: nel corso della stagione 2016-2017 oltre a giocare 2 partite con la squadra riserve disputa 9 incontri nella massima serie portoghese, 2 partite in Coppa del Portogallo e 2 partite in Coppa di Lega. A fine anno ritorna per fine prestito all'Atalanta.

### Amiens
Il 27 giugno 2017 l'Atalanta lo cede gratuitamente ai francesi dell'Amiens, neopromossi in Ligue 1, con i quali gioca 32 partite in campionato e 2 partite in coppa di lega, venendo riconfermato in rosa anche per la stagione 2018-2019; il 26 settembre 2018 realizza la rete del momentaneo 2-0 nel successo casalingo per 2-1 contro il Rennes: si tratta del suo primo gol con i bianconeri e, più in generale, del suo primo gol in partite ufficiali in competizioni professionistiche. Nella stagione 2019-2020, conclusasi con la retrocessione del club in seconda divisione, gioca solamente tre partite di campionato a causa di un grave virus che ne rende necessario il ricovero in ospedale (con la stagione peraltro accorciata per via della pandemia di COVID-19); l'anno seguente, trascorso in Ligue 2, pur essendo in rosa con l'Amiens, non scende mai in campo in partite ufficiali, venendo svincolato dal club il 30 giugno 2021, a fine stagione.

### Nazionale
Conta diverse presenze con le selezioni giovanili francesi dall'Under-18 all'Under-20.

## Statistiche

### Presenze e reti nei club
Statistiche aggiornate al 29 aprile 2018.
| Stagione        | Squadra           | Campionato      | Campionato | Campionato | Coppe nazionali | Coppe nazionali | Coppe nazionali | Coppe continentali | Coppe continentali | Coppe continentali | Altre coppe | Altre coppe | Altre coppe | Totale | Totale |
| Stagione        | Squadra           | Comp            | Pres       | Reti       | Comp            | Pres            | Reti            | Comp               | Pres               | Reti               | Comp        | Pres        | Reti        | Pres   | Reti   |
| --------------- | ----------------- | --------------- | ---------- | ---------- | --------------- | --------------- | --------------- | ------------------ | ------------------ | ------------------ | ----------- | ----------- | ----------- | ------ | ------ |
| 2012-gen. 2013  | Virtus Lanciano   | B               | 1          | 0          | CI              | 0               | 0               | -                  | -                  | -                  | -           | -           | -           | 1      | 0      |
| gen.-giu. 2013  | L.R. Vicenza      | B               | 0          | 0          | CI              | -               | -               | -                  | -                  | -                  | -           | -           | -           | 0      | 0      |
| 2013-2014       | RKC Waalwijk      | ED              | 20+4       | 0          | CO              | 0               | 0               | -                  | -                  | -                  | -           | -           | -           | 24     | 0      |
| 2014-2015       | Rio Ave           | PL              | 27         | 0          | CP+CdL          | 2+3             | 0               | UEL                | 8                  | 0                  | SP          | 1           | 0           | 41     | 0      |
| 2015-gen. 2016  | Bolton            | FLC             | 19         | 0          | FACup+CdL       | 0               | 0               | -                  | -                  | -                  | -           | -           | -           | 19     | 0      |
| gen.-giu. 2016  | Gaziantepspor     | SL              | 12         | 0          | TK              | -               | -               | -                  | -                  | -                  | -           | -           | -           | 12     | 0      |
| 2016-2017       | Vitória Guimarães | PL              | 9          | 0          | CP+CdL          | 2+2             | 0               | -                  | -                  | -                  | -           | -           | -           | 13     | 0      |
| 2017-2018       | Amiens            | L1              | 32         | 0          | CF+CdL          | 0+2             | 0               | -                  | -                  | -                  | -           | -           | -           | 34     | 0      |
| Totale carriera | Totale carriera   | Totale carriera | 124        | 0          |                 | 11              | 0               |                    | 8                  | 0                  |             | 1           | 0           | 144    | 0      |

## Palmarès

### Club

#### Competizioni giovanili
- Torneo di Viareggio: 1

Juventus: 2012